# Parvocellulaire neurosecretoire cel

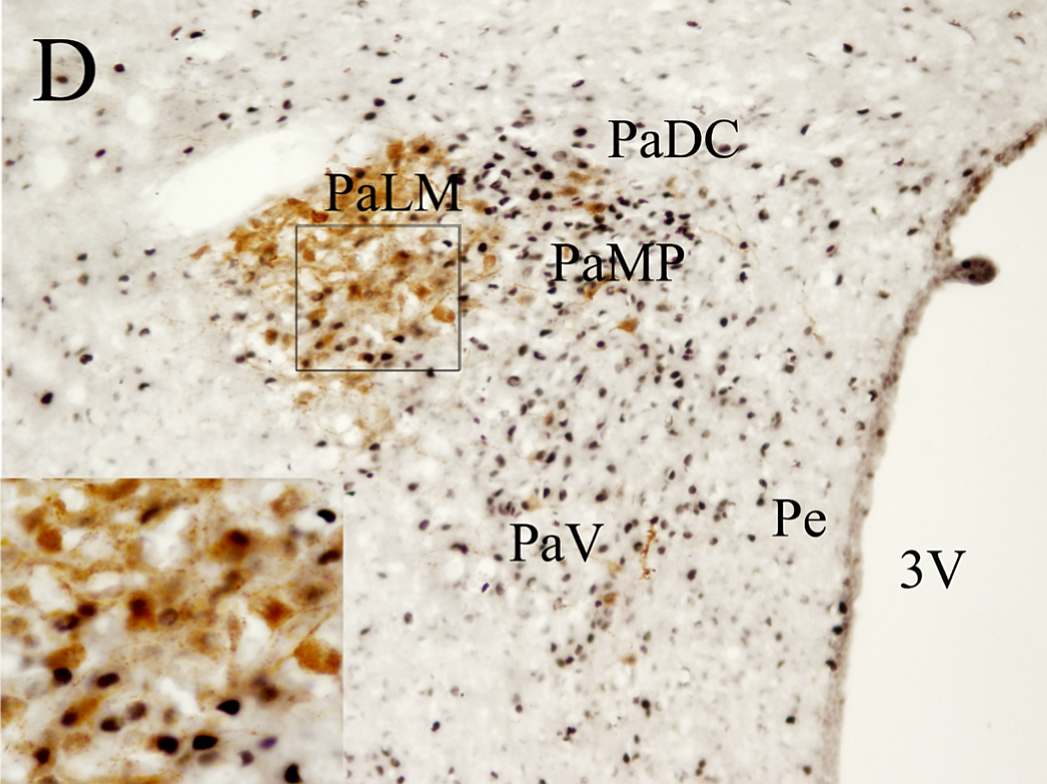
D: middensector van de nucleus paraventricularis hypothalami (PVN). Parvocellulaire neurosecretoire cellen zwart gekleurd.
PaLM: lateraal magnocellulair deel van de PVN; PaMP: mediale parvocellulaire neurosecretoire cellen van de PVN; PaV: het ventrale deel van de PVN

Parvocellulaire neurosecretoire cellen zijn kleine zenuwcellen die hypothalamische hormonen produceren die zowel stimuleren als remmen. De cellichamen van deze zenuwcellen bevinden zich in verschillende kernen van de hypothalamus of in nauw verwante gebieden van de basale hersenen, voornamelijk in de mediale zone van de hypothalamus. Alle of de meeste axonen van de parvocellulaire neurosecretoire cellen projecteren naar de eminentia mediana, aan de basis van de hersenen, waar hun zenuwuiteinden de hypothalamische hormonen vrijgeven. Deze hormonen worden vervolgens onmiddellijk opgenomen in de bloedvaten van de hypofysepoortader, die ze naar de hypofysevoorkwab transporteren, waar ze de afscheiding van hormonen in de systemische circulatie reguleren.

## Typen
De parvocellulaire neurosecretoire cellen produceren het volgende:
- Thyreotropinevrijmakend hormoon (TRH), dat fungeert als de primaire regulator van thyreoïdstimulerend hormoon (TSH) en een regulator van prolactine[1]
- Corticotropin-releasing hormone (CRH), dat fungeert als de primaire regulator van corticotropine (ACTH)[2][3][4][5][6]
- Neurotensine, dat fungeert als een regulator van het luteïniserend hormoon en prolactine[3][7]